# Markus Voß
Markus Voß (* 3. Dezember 1965 in Oberhausen) ist ein deutscher Informatiker. Seit 2018 ist er Honorarprofessor am Fachbereich Informatik der Hochschule Darmstadt.

## Leben
Markus Voß studierte Informatik und Mathematik an der Universität Bonn und promovierte 1997 an der Universität Karlsruhe (TH) in Informatik. Nach langjähriger Tätigkeit als Softwareentwickler, IT-Berater und Manager bei Capgemini sd&m gründete er 2010 mit Jürgen Artmann die Accso – Accelerated Solutions GmbH, die er bis heute als Geschäftsführer führt und die inzwischen Niederlassungen in Cape Town, Darmstadt, Frankfurt, Köln und München besitzt. 2022 gründete er  mit Aurelius Lie die academy.A, einen Wissenskanal, der freies Wissen aus aktiver Forschung und Software Engineering Projekten kombiniert.
Neben seiner Tätigkeit als Unternehmer hält Voß seit 2018 eine Honorarprofessur im Bereich Software Engineering an der Hochschule Darmstadt inne, an der er zuvor seit 2011 als Lehrbeauftragter tätig war. Er ist Mitglied im dortigen Industriebeirat des Instituts für Angewandte Informatik Darmstadt (aiDa).
Voß war Mitglied im Präsidium der Gesellschaft für Informatik (GI) von 2008–2010 und 2012–2013 sowie Gründungsmitglied in der Fachgruppe Software-Architektur der GI. Schwerpunkte seiner wissenschaftlichen Arbeiten sind Softwarearchitektur, Serviceorientierte Architecture, IT-Modernisierung und agile Softwareentwicklung.

## Monographien
- Systemobjektorientierte strukturierte Analyse und dienstorientierter Entwurf als Konstruktionsmethodik im Rahmen einer Informatiksystemtechnik (= Dissertation), Universität Karlsruhe (TH), 1997
- mit Gregor Engels, Andreas Hess, Bernhard Humm, Oliver Juwig, Marc Lohmann, J.-P. Richter, J. Willkomm: Quasar Enterprise. Anwendungslandschaften serviceorientiert gestalten, dpunkt.verlag, 2008, ISBN 978-3-89864-506-5.